# À la folie... pas du tout
À la folie... pas du tout (buiten Frankrijk verschenen als He Loves Me... He Loves Me Not) is een Franse film uit 2002 van regisseuse Laetitia Colombani.

## Verhaal
Angelique (Audrey Tautou) wordt verliefd op dokter Loïc (Samuel Le Bihan), waarvan de kijker te weten komt dat hij getrouwd is met Rachel (Isabelle Carré). Niettemin lijkt Angelique niets dan goeds te wachten te staan. Het weer is mooi, haar schilderkunst succesvol en Loïc heeft tijd te over voor haar. Maar wanneer hij steeds maar weer niet op komt dagen op hun afspraakjes, wordt Angelique steeds somberder. Er beginnen vreemde ongelukjes te gebeuren met mensen die tussen haar en Loïc dreigen te komen. Wanneer hij weer niet op komt dagen wanneer ze op het vliegveld zit te wachten om er samen vandoor te gaan, breekt er iets. Angelique vertrekt naar huis om daar een einde aan haar leven te maken. 
Halfweg de speeltijd begint de film opnieuw. Vanaf hetzelfde beginpunt krijgt de kijker het verloop van het verhaal nogmaals te zien, maar nu vanuit de ogen van Loïc. Veel zaken staan er heel anders voor dan de kijker dacht te weten. Loïcs zwijgzaamheid en veelvoudige afwezigheid blijken begrijpelijker dan tot dusver leek.